# Gran Premio di Russia 2020
Il Gran Premio di Russia 2020 è stata la decima prova della stagione 2020 del campionato mondiale di Formula 1. La gara si è corsa domenica 27 settembre sul circuito di Soči ed è stata vinta dal finlandese Valtteri Bottas su Mercedes, al nono successo in carriera; Bottas ha preceduto sotto la bandiera a scacchi l'olandese Max Verstappen su Red Bull Racing-Honda e il suo compagno di scuderia, il britannico Lewis Hamilton.

## Vigilia

### Sviluppi futuri
Nonostante le problematiche dettate dalla pandemia di COVID-19, gli organizzatori della prima edizione del Gran Premio dell'Eifel, previsto per l'11 ottobre sul circuito del Nürburgring, annunciano la presenza di 20 000 spettatori per la gara. Per il ritorno del Gran Premio di Turchia, invece, a distanza di nove anni dall'ultima gara disputata nella stagione 2011, previsto per il 15 novembre sul tradizionale circuito di Istanbul, sono già stati staccati 40 000 tagliandi. Gli organizzatori del Gran Premio del Portogallo, che segna il suo ritorno nel calendario mondiale a distanza di 24 anni dall'ultima gara disputata sul circuito di Estoril durante la stagione 1996, da correre nell'inedito Autódromo Internacional do Algarve di Portimão, annunciano la vendita di 45 000 biglietti per la gara.
Stefano Domenicali, ex team principal della Ferrari, con cui vinse, sotto la sua guida, il campionato mondiale costruttori nella stagione 2008, nonché attuale presidente della Lamborghini, sarà il nuovo amministratore delegato della Formula 1, a partire dalla prossima stagione, prendendo il posto di Chase Carey, che rimarrà comunque nella massima categoria, con il ruolo di presidente non esecutivo.
L'Arabia Saudita annuncia l'entrata di un circuito cittadino nel calendario della prossima stagione. Il nuovo Gran Premio, il terzo in Medio Oriente dopo quelli di Bahrein e Abu Dhabi, da disputarsi sulle strade di Gedda, la seconda città più grande del paese, andrebbe a collocarsi immediatamente prima dell'ultima gara ad Abu Dhabi, indicata a fine novembre.
L'Aston Martin, che dal 2021 sostituirà come costruttore la Racing Point, correrà con una livrea verde.

### Aspetti tecnici
Per questo Gran Premio la Pirelli offre la scelta tra gomme di mescola C3, C4 e C5, le più morbide della gamma tra quelle disponibili. È la prima volta in stagione in cui vengono indicate le tre mescole più performanti.
Sono due le zone indicate dalla Federazione Internazionale dell'Automobile ove i piloti possono usare il Drag Reduction System: la prima zona è posta tra la curva 1 e la curva 2, con punto per la determinazione del distacco fra piloti posto dopo la curva 18; la seconda zona è stabilita tra le curve 10 e 13, con detection point fissato prima della curva 10.
Il direttore di gara, l'australiano Michael Masi, stabilisce che non è permesso, in qualifica, rallentare nel tratto della seconda zona DRS, in particolare tra la curva 12 e la curva 13, per cercare di creare spazio con la monoposto davanti, sfruttando un giro senza traffico. Ogni pilota che commette questa infrazione viene segnalato ai commissari per violazione del regolamento sportivo.
La FIA indica la seconda curva come punto della pista dove i piloti non possono tagliare per evitare di perdere il tempo sul giro. Se un pilota va oltre i limiti della pista in questa curva, il suo tempo sarà tolto dai commissari sportivi. Ogni volta che una monoposto non riesce ad affrontare questa curva, la squadra viene informata tramite il sistema di messaggistica ufficiale. Con ogni ulteriore taglio il pilota riceve la bandiera bianca e nera e viene segnalato ai commissari sportivi. È stato anche realizzato un percorso all'esterno della curva, da seguire qualora i piloti non dovessero percorrerla correttamente, in modo da fare rientrare quest'ultimi alla tornata successiva, in condizioni di sicurezza.
Dopo due ritiri consecutivi legati alla power unit, nel Gran Premio d'Italia e nella prima edizione del Gran Premio della Toscana, la Honda monta il terzo motore sulla Red Bull Racing di Max Verstappen.
I piloti scrivono una lettera al direttore di gara, Michael Masi, per rivedere le procedure di ripartenza dopo un periodo di safety car e per cercare di evitare quanto accaduto al Mugello, nel Gran Premio della Toscana, che ha visto diverse collisioni, tra diversi piloti, sulla griglia di partenza.

### Aspetti sportivi
A causa della pandemia di COVID-19, la FIA è stata costretta a modificare il calendario, annullando e spostando alcune gare. La gara russa è stata comunque confermata nella sua data originaria del 27 settembre. Anche in questa gara, come nella precedente prima edizione del Gran Premio della Toscana, è consentita la partecipazione degli spettatori sulle tribune. Su una capienza complessiva dell'autodromo di circa 55 000 posti, viene permesso ai tifosi di occuparne circa 30 000.
Questo Gran Premio rappresenta la trecentoventiduesima gara nel campionato mondiale per il pilota finlandese dell'Alfa Romeo Racing, Kimi Räikkönen, che così eguaglia il record di Gran Premi disputati, detenuto dal brasiliano Rubens Barrichello. Sebastian Vettel festeggia, invece, il duecentocinquantesimo Gran Premio. Per la Renault è la seicentocinquantesima gara, quale motorista.
La Federazione Internazionale dell'Automobile indica l'ex pilota di Formula 1 Mika Salo come commissario aggiunto per la gara. Il finlandese ha già svolto in passato tale funzione, l'ultima nella gara precedente, nella prima edizione del Gran Premio della Toscana.

## Prove

### Resoconto
Valtteri Bottas conquista il miglior tempo nella prima sessione di prove libere. Il tempo, ottenuto con gomme di mescola C5, le più morbide a disposizione della stagione, è comunque di mezzo secondo più alto di quello migliore dell'analoga sessione del 2019. La pista si è dimostrata molto scivolosa e con poco grip, tanto che ci sono stati anche degli incidenti. Alla curva 7 sono usciti sia Carlos Sainz Jr. che Nicholas Latifi. Lo spagnolo è uscito largo sul cordolo, perdendo poi il retrotreno della sua McLaren, finendo a velocità non molto alta contro le barriere; il canadese, vittima di un incidente dalla dinamica simile, ha sbattuto a velocità molto più elevata, tanto che la sua Williams è risultata completamente danneggiata. La direzione di gara ha dovuto anche esporre la bandiera rossa, che ha interrotto la sessione, per permettere il recupero della monoposto. Romain Grosjean, invece, è stato vittima solo di un testacoda.
Alle spalle di Bottas hanno chiuso Daniel Ricciardo e Max Verstappen. Subito dopo si sono piazzate le due Racing Point, con Sergio Pérez davanti a Lance Stroll, che comunque dispone di una versione della monoposto più aggiornata. Il leader della classifica mondiale, Lewis Hamilton, maggiormente concentrato nella ricerca di soluzioni per la gara, ha solo il diciannovesimo tempo.
Bottas si è confermato quale pilota più rapido anche nella sessione pomeridiana del venerdì. In questa occasione il finlandese ha preceduto di due decimi il compagno di scuderia, Hamilton. Anche in questa sessione la pista è risultata più lenta rispetto all'edizione dell'anno precedente. Le Mercedes sono molto competitive con le gomme più dure, nella simulazione di gara, mentre sembrano meno veloci con le gomme più morbide, sul giro secco.
Daniel Ricciardo è ancora terzo, staccato però di un secondo dal tempo di Bottas. L'australiano ha comunque dimostrato una certa consistenza anche sul passo di gara. Alle spalle del pilota della Renault ci sono le due McLaren, che hanno abbandonato il musetto ispirato a quello della Mercedes, utilizzato nella sessione mattutina.
Lewis Hamilton è stato capace, nella terza sessione di prove libere, di battere il suo compagno di scuderia, Bottas, cogliendo il miglior tempo, in 1'33"279, comunque ancora più alto del miglior tempo dell'analoga sessione nell'edizione 2019 della gara. Bottas ha chiuso a sette decimi dal tempo del campione del mondo, mentre al terzo posto si è issato Carlos Sainz Jr., vicino al tempo del finlandese della Mercedes. Hamilton si è lamentato per il poco grip della pista, nonostante i 40 °C di temperatura dell'asfalto.
Ricciardo, positivo al venerdì, è stato penalizzato dalla rottura di uno specchietto e ha colto solo il decimo tempo, mentre l'altro pilota della Renault, Esteban Ocon, è quarto. Max Verstappen della Red Bull Racing, sesto, è molto veloce solo nel primo settore della pista.
L'Alfa Romeo Racing è stata multata dalla FIA, in due occasioni, di 1 000 euro; Kimi Räikkönen ha superato, per due volte, il limite di velocità nella corsia dei box. Anche la Red Bull Racing è stata multata, ma di 300 euro; in questo caso è stato Max Verstappen a superare il limite di velocità in pit lane.

### Risultati
Nella prima sessione del venerdì si è avuta questa situazione:
| Pos | Nº | Pilota           | Costruttore           | Tempo    | Gap    | Giri |
| --- | -- | ---------------- | --------------------- | -------- | ------ | ---- |
| 1   | 77 | Valtteri Bottas  | Mercedes              | 1'34"923 |        | 13   |
| 2   | 3  | Daniel Ricciardo | Renault               | 1'35"430 | +0"507 | 22   |
| 3   | 33 | Max Verstappen   | Red Bull Racing-Honda | 1'35"577 | +0"654 | 22   |

Nella seconda sessione del venerdì si è avuta questa situazione:
| Pos | Nº | Pilota           | Costruttore | Tempo    | Gap    | Giri |
| --- | -- | ---------------- | ----------- | -------- | ------ | ---- |
| 1   | 77 | Valtteri Bottas  | Mercedes    | 1'33"519 |        | 37   |
| 2   | 44 | Lewis Hamilton   | Mercedes    | 1'33"786 | +0"267 | 33   |
| 3   | 3  | Daniel Ricciardo | Renault     | 1'34"577 | +1"058 | 27   |

Nella sessione del sabato si è avuta questa situazione:
| Pos | Nº | Pilota           | Costruttore     | Tempo    | Gap    | Giri |
| --- | -- | ---------------- | --------------- | -------- | ------ | ---- |
| 1   | 44 | Lewis Hamilton   | Mercedes        | 1'33"279 |        | 16   |
| 2   | 77 | Valtteri Bottas  | Mercedes        | 1'34"055 | +0"776 | 19   |
| 3   | 55 | Carlos Sainz Jr. | McLaren-Renault | 1'34"096 | +0"817 | 17   |

## Qualifiche

### Resoconto
La temperatura dell'asfalto è più bassa, con 34 °C, rispetto alle prove libere. Il primo pilota a fare segnare un tempo di riferimento è Valtteri Bottas, in 1'32"656. L'altro pilota della Mercedes, Lewis Hamilton, vede il suo primo tempo annullato, per avere oltrepassato i limiti del tracciato. Il tempo ottenuto era comunque molto alto, rispetto a quello di Bottas. Sergio Pérez è secondo, staccato però da Bottas. Dietro al messicano si piazza temporaneamente Charles Leclerc, a due decimi, mentre quarto è l'altro pilota della Racing Point, Lance Stroll. Risale terzo, poco dopo, Carlos Sainz Jr.. Anche Kevin Magnussen vede annullato il suo primo rilievo cronometrico, esattamente come successo a Hamilton, per essere andato oltre i limiti della pista, alla seconda curva.
Dopo che Daniel Ricciardo ha colto il quinto tempo, Lewis Hamilton riesce finalmente a fare segnare un tempo valido, scalando subito al secondo posto, a tre decimi dal tempo di Bottas. Max Verstappen si migliora, ottenendo il quinto tempo, mentre Esteban Ocon prova a utilizzare gomme di mescola media, senza però ottenere un tempo che gli permetterebbe di entrare nella fase successiva. Quando mancano meno di due minuti al termine della sessione, i piloti maggiormente a rischio eliminazione tentano un ultimo giro veloce. Kimi Räikkönen, autore di un testacoda, lascia passare i piloti alle sue spalle, più veloci. Nicholas Latifi rimonta quindicesimo, prima di essere eliminato da Ocon, che è addirittura terzo. Sale fuori dalla zona pericolo Antonio Giovinazzi, ma il suo tempo è battuto da Romain Grosjean. Non si migliora l'altra Haas, quella di Kevin Magnussen, mentre Sebastian Vettel strappa l'undicesimo tempo. Anche George Russell si migliora, scalando al tredicesimo posto. Le due Ferrari sono le ultime due vetture qualificate per la Q2. Restano esclusi Giovinazzi, Magnussen, Latifi e Räikkönen.
La seconda fase si apre con l'arrivo di una leggera pioggia, tanto che i piloti optano comunque per gomme da asciutto. Bottas, Hamilton e Verstappen scelgono le gomme medie, a differenza degli altri piloti che montano gomme morbide. Bottas coglie un tempo di 1'33"056, battuto dall'1'32"085 di Hamilton. Lando Norris è terzo, molto vicino al tempo del finnico. Anche Leclerc, quarto, è a meno di due decimi dal tempo di Bottas. Poco dopo la direzione di gara comunica l'annullamento del tempo di Hamilton, sempre per essere andato oltre i limiti del circuito. Salgono così al comando Sainz Jr. e Pérez, battuti in seguito da Daniel Ricciardo.
Il pilota della Williams, Russell, decide di effettuare un solo tentativo in Q2: il britannico è solo tredicesimo, comunque davanti a Vettel. Resta quindicesimo e ultimo, senza tempi validi, Hamilton. La differenza tra il tempo del terzo e quello del decimo è di soli 201 millesimi, margine che obbliga tutti i piloti in lizza per la Q3 a tentare un ultimo giro rapido. I piloti della Mercedes montano ancora gomme medie, con Bottas che coglie il miglior crono assoluto nel primo settore. L'altro pilota che aveva optato per gomme di questa mescola, nella prima fase della Q2, ovvero Verstappen, decide di passare alle gomme morbide.
Valtteri Bottas è secondo, alle spalle di Ricciardo, mentre Sebastian Vettel sbatte contro le barriere. La direzione di gara interrompe la sessione con bandiera rossa quando mancano poco più di due minuti al termine della stessa. Chi rimane penalizzato è Hamilton, che non ha concluso il suo giro. Quando la Q2 viene ripresa, Daniil Kvjat è il primo della fila di vetture che esce dai box, mentre Hamilton è solo il settimo nella lunga fila di monoposto, pronte a rientrare in pista. Il britannico, ora su gomme soft, riesce a iniziare il suo ultimo tentativo poco istanti prima che venga esposta la bandiera a scacchi che fa terminare la sessione. Nel suo giro di lancio è anche costretto a passare un paio di piloti. Max Verstappen non si migliora e quindi partirà in gara con gomme medie; il suo compagno di team, Alexander Albon, è settimo, proprio davanti all'olandese. Hamilton chiude quarto, conquistando così la qualificazione alla fase decisiva. Vengono eliminati Leclerc, Kvjat, Stroll, Russell e Vettel.
In Q3 Ocon ottiene 1'33"117, prima che l'altro pilota della Renault, Ricciardo, lo batta con 1'32"364. Il pilota della McLaren, Sainz Jr., si inserisce tra le due vetture francesi, prima che Pierre Gasly scali secondo. L'arrivo dei piloti Mercedes ribalta la classifica: Bottas è primo, con 1'32"184, battuto dal compagno Hamilton (1'31"391). Scala al terzo posto Max Verstappen, che è davanti a Ricciardo. Le Mercedes escono dai box, con Bottas davanti a Hamilton, che ha rischiato di essere tamponato, all'uscita dai box, da una Renault. Bottas commette un piccolo errore e accusa già 160 millesimi di ritardo, nel primo settore. Hamilton, invece, è capace ancora di migliorarsi, nello stesso settore. Bottas si piazza a mezzo secondo dal tempo del campione del mondo, che chiude il suo giro con il record della pista, in 1'31"304. Sesto è Ocon, mentre Ricciardo è quarto, che non si migliora. Pérez coglie il terzo tempo, prima dell'arrivo di Verstappen, che batte anche Bottas, e si pone al secondo posto.
Lewis Hamilton ottiene la sua novantaseiesima pole position nel campionato mondiale di Formula 1. È la quinta partenza al palo per la Mercedes nel Gran Premio di Russia.
Al termine delle qualifiche Nicholas Latifi, Romain Grosjean, Kevin Magnussen e Lewis Hamilton vengono convocati dai commissari sportivi per non avere seguito le istruzioni imposte dalla direzione di gara all'esterno della seconda curva per la mancata percorrenza della stessa, durante la Q1. Oltre all'annullamento dei tempi relativi, per tutti e quattro i piloti non vengono presi provvedimenti.

### Risultati
Nella sessione di qualifica si è avuta questa situazione:
| Pos                         | Nº | Pilota             | Costruttore               | Q1       | Q2       | Q3       | Griglia |
| --------------------------- | -- | ------------------ | ------------------------- | -------- | -------- | -------- | ------- |
| 1                           | 44 | Lewis Hamilton     | Mercedes                  | 1'32"983 | 1'32"835 | 1'31"304 | 1       |
| 2                           | 33 | Max Verstappen     | Red Bull Racing-Honda     | 1'33"630 | 1'33"157 | 1'31"867 | 2       |
| 3                           | 77 | Valtteri Bottas    | Mercedes                  | 1'32"656 | 1'32"405 | 1'31"956 | 3       |
| 4                           | 11 | Sergio Pérez       | Racing Point-BWT Mercedes | 1'33"704 | 1'33"038 | 1'32"317 | 4       |
| 5                           | 3  | Daniel Ricciardo   | Renault                   | 1'33"650 | 1'32"218 | 1'32"364 | 5       |
| 6                           | 55 | Carlos Sainz Jr.   | McLaren-Renault           | 1'33"967 | 1'32"757 | 1'32"550 | 6       |
| 7                           | 31 | Esteban Ocon       | Renault                   | 1'33"557 | 1'33"196 | 1'32"624 | 7       |
| 8                           | 4  | Lando Norris       | McLaren-Renault           | 1'33"804 | 1'33"081 | 1'32"847 | 8       |
| 9                           | 10 | Pierre Gasly       | AlphaTauri-Honda          | 1'33"734 | 1'33"139 | 1'33"000 | 9       |
| 10                          | 23 | Alexander Albon    | Red Bull Racing-Honda     | 1'33"919 | 1'33"153 | 1'33"008 | 15      |
| 11                          | 16 | Charles Leclerc    | Ferrari                   | 1'34"071 | 1'33"239 | N.D.     | 10      |
| 12                          | 26 | Daniil Kvjat       | AlphaTauri-Honda          | 1'33"511 | 1'33"249 | N.D.     | 11      |
| 13                          | 18 | Lance Stroll       | Racing Point-BWT Mercedes | 1'33"852 | 1'33"364 | N.D.     | 12      |
| 14                          | 63 | George Russell     | Williams-Mercedes         | 1'34"020 | 1'33"583 | N.D.     | 13      |
| 15                          | 5  | Sebastian Vettel   | Ferrari                   | 1'34"134 | 1'33"609 | N.D.     | 14      |
| 16                          | 8  | Romain Grosjean    | Haas-Ferrari              | 1'34"592 | N.D.     | N.D.     | 15      |
| 17                          | 99 | Antonio Giovinazzi | Alfa Romeo Racing-Ferrari | 1'34"594 | N.D.     | N.D.     | 17      |
| 18                          | 20 | Kevin Magnussen    | Haas-Ferrari              | 1'34"681 | N.D.     | N.D.     | 18      |
| 19                          | 6  | Nicholas Latifi    | Williams-Mercedes         | 1'35"066 | N.D.     | N.D.     | 20      |
| 20                          | 7  | Kimi Räikkönen     | Alfa Romeo Racing-Ferrari | 1'35"267 | N.D.     | N.D.     | 19      |
| Tempo limite 107%: 1'39"141 |    |                    |                           |          |          |          |         |

In grassetto sono indicate le migliori prestazioni in Q1, Q2 e Q3.

## Gara

### Resoconto
Prima di schierarsi sulla griglia di partenza, Lewis Hamilton effettua due prove di partenza in zone del tracciato non pre-stabilite dalla direzione gara. Per questo motivo il britannico riceve due penalità da cinque secondi l'una, da scontare durante la sosta ai box. La penalità gli verrà comunicata solo nel corso del decimo giro del Gran Premio. Al pilota gli vengono sottratti anche due punti sulla Superlicenza, uno per ogni penalità ricevuta.
Alla partenza le due Mercedes sono perfette, tanto che Valtteri Bottas passa Max Verstappen e si pone secondo, alle spalle del suo compagno di scuderia Hamilton. Il finnico tenta anche di passare il campione del mondo, alla prima staccata, ma senza successo. A centro gruppo Carlos Sainz Jr. taglia la prima variante ma, al momento del rientro in pista, colpisce violentemente il muretto di protezione e distrugge l'anteriore della sua McLaren. Poco dopo vanno a contatto Lance Stroll e Charles Leclerc, con la Racing Point che finisce contro il muro. La direzione di gara invia in pista la safety car.
Al quinto giro riprende la gara con Hamilton davanti a Bottas, Verstappen, le due Renault, poi Sergio Pérez, Pierre Gasly e Leclerc. Al decimo giro il margine del britannico su Bottas è di 1"7, 2"8 su Verstappen, 4"8 su Esteban Ocon e 5"6 su Daniel Ricciardo. Al quindicesimo giro Ricciardo passa Pérez, prima di entrare ai box, per montare gomme dure. Al sedicesimo giro si ferma anche Lewis Hamilton, che sconta la penalizzazione di 10 secondi. Anche il britannico opta per gomme di mescola dura; rientra in gara decimo.
Due giri dopo anche Gasly e Ocon effettuano la loro sosta, montando pneumatici hard. Al ventesimo giro si ferma Pérez, mentre Valtteri Bottas ottiene il giro veloce. Il finlandese comanda con oltre sette secondi di vantaggio su Verstappen e 27 su Leclerc, che ha scalato al terzo posto. Hamilton è presto quinto, staccato però di quasi 40 secondi dalla vetta della gara. Ocon, ottavo, lascia strada libera al compagno di team, Ricciardo, che risulta più rapido.
Tra il venticinquesimo e ventiseiesimo giro si fermano i primi due della gara: la classifica rimane invariata, con Bottas al comando mentre Verstappen rientra in pista terzo, alle spalle di Daniil Kvjat. L'olandese recupera subito la seconda posizione. Più dietro Vettel, settimo, riesce a tenere dietro le due Renault e consente così a Leclerc di ampliare il margine sulle due vetture francesi. Daniel Ricciardo passa il tedesco della Ferrari al ventisettesimo giro, ma l'australiano viene penalizzato di cinque secondi, per avere oltrepassato i limiti della pista.
Il monegasco della Ferrari effettua il pit stop al ventottesimo giro e monta gomme dure; rientra in gara sesto, dietro a Ricciardo, ma davanti a Ocon. Al trentesimo giro Hamilton sorpassa Kvjat e torna terzo. Poco dopo il russo va ai box per il cambio gomme. Ora la classifica vede, alle spalle di Hamilton, Pérez, Ricciardo (che in realtà ha cinque secondi di penalità), Leclerc e Ocon. La classifica nella zona dei punti rimane congelata per diversi giri. Al quarantunesimo giro Vettel passa Romain Grosjean per il quattordicesimo posto. Il francese della Haas colpisce i segnali di polistirolo che indicano come rientrare in pista alla seconda curva. Il giro successivo la direzione di gara impone la virtual safety car, che dura un solo giro, per consentire ai commissari di risistemare le indicazioni.
Bottas comanda con oltre 11 secondi di margine su Verstappen, mentre Hamilton è a quasi 21 secondi. Negli ultimi giri Verstappen riduce il gap dal finlandese che però riesce agevolmente a terminare al primo posto, conquistando anche il giro più veloce. Per il pilota della Mercedes è la seconda vittoria stagionale, la nona totale in carriera.

### Risultati
I risultati del Gran Premio sono i seguenti:
| Pos | Nº | Pilota             | Costruttore               | Giri | Tempo/Ritiro              | Griglia | Punti |
| --- | -- | ------------------ | ------------------------- | ---- | ------------------------- | ------- | ----- |
| 1   | 77 | Valtteri Bottas    | Mercedes                  | 53   | 1h34'00"364               | 3       | 26    |
| 2   | 33 | Max Verstappen     | Red Bull Racing-Honda     | 53   | +7"729                    | 2       | 18    |
| 3   | 44 | Lewis Hamilton     | Mercedes                  | 53   | +22"729                   | 1       | 15    |
| 4   | 11 | Sergio Pérez       | Racing Point-BWT Mercedes | 53   | +30"558                   | 4       | 12    |
| 5   | 3  | Daniel Ricciardo   | Renault                   | 53   | +52"065                   | 5       | 10    |
| 6   | 16 | Charles Leclerc    | Ferrari                   | 53   | +1'02"186                 | 10      | 8     |
| 7   | 31 | Esteban Ocon       | Renault                   | 53   | +1'08"006                 | 7       | 6     |
| 8   | 26 | Daniil Kvjat       | AlphaTauri-Honda          | 53   | +1'08"740                 | 11      | 4     |
| 9   | 10 | Pierre Gasly       | AlphaTauri-Honda          | 53   | +1'29"766                 | 9       | 2     |
| 10  | 23 | Alexander Albon    | Red Bull Racing-Honda     | 53   | +1'37"860                 | 15      | 1     |
| 11  | 99 | Antonio Giovinazzi | Alfa Romeo Racing-Ferrari | 52   | +1 giro                   | 17      |       |
| 12  | 20 | Kevin Magnussen    | Haas-Ferrari              | 52   | +1 giro                   | 18      |       |
| 13  | 5  | Sebastian Vettel   | Ferrari                   | 52   | +1 giro                   | 14      |       |
| 14  | 7  | Kimi Räikkönen     | Alfa Romeo Racing-Ferrari | 52   | +1 giro                   | 19      |       |
| 15  | 4  | Lando Norris       | McLaren-Renault           | 52   | +1 giro                   | 8       |       |
| 16  | 6  | Nicholas Latifi    | Williams-Mercedes         | 52   | +1 giro                   | 20      |       |
| 17  | 8  | Romain Grosjean    | Haas-Ferrari              | 52   | +1 giro                   | 16      |       |
| 18  | 63 | George Russell     | Williams-Mercedes         | 52   | +1 giro                   | 13      |       |
| Rit | 55 | Carlos Sainz Jr.   | McLaren-Renault           | 0    | Incidente                 | 6       |       |
| Rit | 18 | Lance Stroll       | Racing Point-BWT Mercedes | 0    | Collisione con C. Leclerc | 12      |       |

Valtteri Bottas riceve un punto addizionale per avere segnato il giro più veloce della gara.

## Classifiche mondiali

### Piloti
| Pos | Pilota             | Punti |
| --- | ------------------ | ----- |
| 1   | Lewis Hamilton     | 205   |
| 2   | Valtteri Bottas    | 161   |
| 3   | Max Verstappen     | 128   |
| 4   | Lando Norris       | 65    |
| 5   | Alexander Albon    | 64    |
| 6   | Daniel Ricciardo   | 63    |
| 7   | Charles Leclerc    | 57    |
| 8   | Lance Stroll       | 57    |
| 9   | Sergio Pérez       | 56    |
| 10  | Pierre Gasly       | 45    |
| 11  | Carlos Sainz Jr.   | 41    |
| 12  | Esteban Ocon       | 36    |
| 13  | Sebastian Vettel   | 17    |
| 14  | Daniil Kvjat       | 14    |
| 15  | Nico Hülkenberg    | 6     |
| 16  | Kimi Räikkönen     | 2     |
| 17  | Antonio Giovinazzi | 2     |
| 18  | Kevin Magnussen    | 1     |

### Costruttori
| Pos | Costruttore               | Punti |
| --- | ------------------------- | ----- |
| 1   | Mercedes                  | 366   |
| 2   | Red Bull Racing-Honda     | 192   |
| 3   | McLaren-Renault           | 106   |
| 4   | Racing Point-BWT Mercedes | 104   |
| 5   | Renault                   | 99    |
| 6   | Ferrari                   | 74    |
| 7   | AlphaTauri-Honda          | 59    |
| 8   | Alfa Romeo Racing-Ferrari | 4     |
| 9   | Haas-Ferrari              | 1     |

## Decisioni della FIA
Prima della gara, la Racing Point non riceve nessuna investigazione necessaria da parte dei commissari sportivi e quindi nessuna penalità viene assegnata alla squadra sia in questa gara che nelle successive, per avere utilizzato sulle sue vetture le stesse prese d'aria dei freni utilizzate dalla prima edizione del Gran Premio di Stiria fino a questo Gran Premio. I commissari hanno quindi seguito la sentenza emessa dalla Federazione prima del Gran Premio del 70º Anniversario e la decisione presa nella gara precedente, nella prima edizione del Gran Premio della Toscana, di non assegnare nessuna reprimenda sia in quella gara che d'ora in avanti, come invece era accaduto tra il Gran Premio d'Ungheria e il Gran Premio d'Italia, in quanto nella sentenza emessa viene chiarito che i pezzi contestati sono regolari per le norme tecniche e illegali per quelle sportive.
Al termine della gara, il pilota britannico della Mercedes, Lewis Hamilton, riacquista i due punti sulla Superlicenza che la FIA gli aveva tolto, assegnandogli due penalità, da scontare durante la sosta ai box, da cinque secondi l'una per avere effettuato, prima di schierarsi sulla griglia di partenza, due prove di partenza in zone del tracciato non pre-stabilite dalla direzione gara. La Federazione multa di 25 000 euro il team tedesco, solo per la prima penalità, rimuovendo i due punti precedentemente assegnati al pilota, uno per ogni sanzione ricevuta.